# Dominic Walker

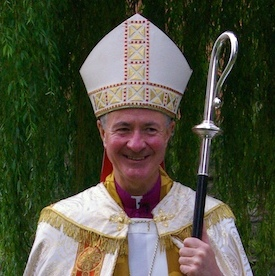
Dominic Walker (2009)

Dominic Edward William Murray Walker (* 28. Juni 1948 in Plymouth, Devon) ist ein britischer anglikanischer Geistlicher. Von 2003 bis 2013 war er Bischof der Diözese Monmouth der Church in Wales.

## Leben
Walker wurde als Sohn einer walisischen Mutter und eines englischen Vaters geboren. Die Familie seiner Mutter stammte aus Abertillery. Walker besuchte das Plymouth College in Plymouth, Devon. Er studierte Theologie am King’s College der University of London. Am Heythrop College, dem Jesuiten-Kolleg der University of London, schloss er das Studium mit einem MA in Pastoraltheologie mit dem Schwerpunkt Religionspsychologie ab. An der Cardiff University erwarb er außerdem einen Master of Laws im Fach Kirchenrecht.
Er wurde 1972 zum Diakon und im selben Jahr zum Priester geweiht. Von 1972 bis 1973 war er als Hilfsvikar an der St Faith Church in Wandsworth in der Diözese Southwark  tätig.  Von 1973 bis 1976 war er Hauskaplan des Bischofs von Southwark. Von 1976 bis 1985 war er Rektor an der St Mary Church im Stadtteil Newington in London. Gleichzeitig war er von 1980 bis 1985 auch Landdekan von Southwark und Newington. Von 1985 bis 1986 war er Pfarrer (Vicar) an der St Peter’s Church in Brighton (mit Zuständigkeit für die Chapel Royal) und an der St John’s  Church in Chichester. Gleichzeitig war er von 1985 bis 1986 verantwortlicher Pfarrer (Priest-in-Charge) an der St Nicholas  Church in Brighton. Von 1986 bis 1997 war Walker Dekan (Team Vicar) für die Gemeinden St.  Peter und St Nicholas, wiederum mit Zuständigkeit für die Chapel Royal, in Brighton. Gleichzeitig war er von 1985 bis 1997 Landdekan von Brighton. Ebenso war er von 1985 bis 1997 Kanoniker, ehrenamtlicher Geistlicher und Präbendar an der Kathedrale von Chichester.
Am 1. Mai 1997 wurde er in der Southwark Cathedral in London zum Bischof geweiht und zum Bischof von Reading in der Diözese Oxford ernannt. Dieses Amt hatte er bis 2003 inne. Im Dezember 2002 wurde Walker als Nachfolger von Rowan Williams, der zum Erzbischof von Canterbury ernannt worden war, zum Bischof von Monmouth in der Church in Wales gewählt. Walker wurde am 29. März 2003 in der St Woolos Kathedrale von Newport feierlich in sein Amt eingeführt. Die Newport Cathedral ist offizieller Bischofssitz des Bischofs von Monmouth.
Innerhalb der Church in Wales ist Walker der für die Fragen der Priesterausbildung und Ordination zuständige Bischof.
Walker ist seit 1983 Mitglied des anglikanischen Ordens Oratory of the Good Shepherd (OGS). Von 1990 bis 1996 war er dessen Superior. Er ist außerdem Bishop Visitor von insgesamt sechs anglikanischem Orden, unter anderem der Society of the Sacred Cross (Tymawr Convent) und der Sisters of the Good Shepherd in der Diözese Monmouth.
Walker erhielt Auszeichnungen von mehreren Universitäten. 1993 erhielt er die Ehrendoktorwürde als Doctor of Letters (Hon DLitt) von der University of Brighton. Seit 2003 ist er Governor der University of Wales in Newport.

## Wirken in der Öffentlichkeit
Walker ist Anhänger einer Theologie der spirituellen Heilung und der inneren Befreiung durch Gebete. 1997 veröffentlichte er zu diesem Themengebiet ein Buch mit dem Titel The Ministry of Deliverance. Er ist Vorsitzender der Healing Ministry Steering Group der Church of England und gehörte zu den Mitgliedern, die 2000 den A Time to Heal-Report veröffentlichten. Er ist stellvertretender Vorsitzender der Christian Deliverance Study Group.
Walker setzte sich außerdem intensiv für den Tierschutz ein. Er ist seit 2001 Vize-Präsident der Royal Society for the Prevention of Cruelty to Animals. 2008 war er Vorsitzender der Anglican Society for the Welfare of Animal. Aktuell (Stand: Januar 2010) ist er dort ebenfalls Vize-Präsident.
Im März 2008 rief Dominic Walker zusammen mit Anthony Priddis, dem Bischof von Hereford, zu Änderungen im Gesundheitswesen auf. Walker kritisierte insbesondere die Rationalisierung der Gesundheitsversorgung und die Auswirkungen, die sich dadurch aufgrund der unterschiedlichen Gesundheitssysteme in Wales und England ergeben würden.

## Veröffentlichungen
- 1997: The Ministry of Deliverance (1997)